# Óscar Yanes
Óscar Armando Yanes González (Caracas, 25 de abril de 1927-Idem, 21 de octubre de 2013) fue un periodista, cronista y escritor venezolano.

## Biografía
Desde niño asistió a la Escuela Zamora, en la parroquia San Juan. El ídolo de aquella parroquia era, para aquel entonces, un boxeador llamado Armando Best. En aquella escuela estudiaban también Pompeyo Márquez y Eloy Torres. 
Después, Yanes fue a la Universidad y estudio como periodista, tras ver un aviso del diario El Universal. Ingresó en la primera escuela de periodismo que existió en Venezuela, en la Universidad Libre “Augusteo”, fundada en octubre de 1941 por Rafael Lovera, en la época del Isaías Medina Angarita. La libertad de prensa que dio Medina Angarita permitió la circulación de tres periódicos que hicieron historia: Últimas Noticias, El Nacional y El Morrocoy Azul. Yanes se anotó en la escuadra fundadora de Últimas Noticias y allí permaneció unos años.
A los 25 años asume la dirección del periódico La Esfera. Ramón David León, quien le dio la oportunidad a los 13 años de conocer el mundo del periodismo, le entrega su oficina y su cargo 12 años después, cuando decide vender el periódico y lo compra Miguel Ángel Capriles.
Encabezó el equipo que Venevisión envió en 1966 a Vietnam como corresponsal de guerra y jefe de prensa. Durante dos meses realizó seis reportajes que fueron distribuidos por toda América Latina: «La Guerra en el Mar», «La Guerra en el Aire», «La Guerra en la Selva», «El Vietcong», «La Religión" y «La Mujer Vietnamita».
Se destacó como profesor de la primera promoción de la Escuela de Comunicación Social de la Universidad Central de Venezuela y dictó cátedra en la Universidad Católica Andrés Bello de Caracas.
Ganó en tres ocasiones el Premio Nacional de Periodismo, el Premio Monseñor Pellín y el Primer Premio de la Asociación de Escritores de Venezuela en el concurso de biografías de los venezolanos famosos, por su obra titulada «Carlos J. Bello, el Sabio Olvidado». También ganó el premio Silver Book en 1992, otorgado por Editorial Planeta para el libro de mayor circulación del año.

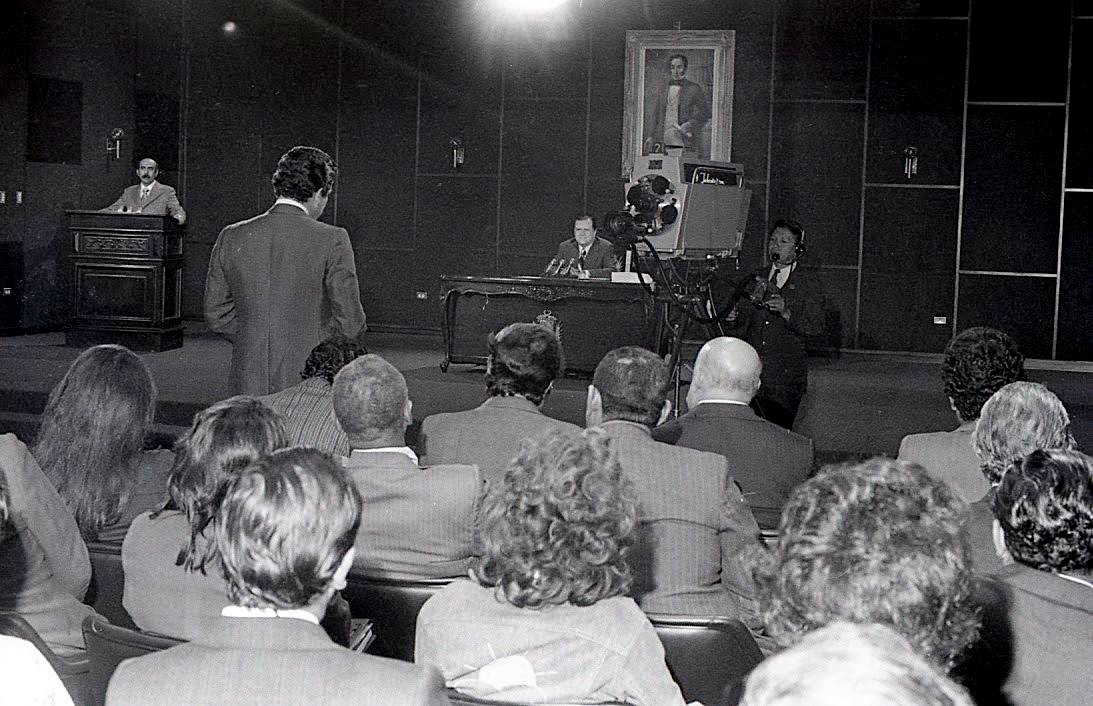
El presidente Rafael Caldera, presentado por Óscar Yanes, durante un encuentro con la prensa en el Palacio de Miraflores.

Como político, Yanes fue diputado al Congreso Nacional por el partido socialcristiano Copei en tres oportunidades, desde 1974 hasta 1989. También fue director de la Oficina Central de Información (hoy Ministerio del Poder Popular para la Comunicación e Información) durante el período presidencial de Luis Herrera Campins.
Considerado como uno de los pioneros en periodismo televisivo, en particular las entrevistas frente a las cámaras, se hizo famoso por sus programas de televisión en Venevisión, particularmente de Así son las Cosas, de ahí su frase, donde llevó a cabo investigaciones históricas que revelan desconcertantes acontecimientos en la sociedad venezolana, y su anterior programa, La silla caliente. También se hizo famoso con su típica frase Chúpate esa mandarina. Yanes también “En la Guataca”, por Venevisión en el año 2000. Un año después, aparece con un nuevo programa: “La Mañana Caliente”, en 2001. Durante los 90s fue como vicepresidente de Información y Opinión de Venevisión, y desde el 1 de mayo de 1994 el hasta octubre de 2013, se desempeñó como Asistente a la Vicepresidencia Ejecutiva.
El lunes 21 de octubre de 2013 a los 86 años de edad, fallece a causa de graves complicaciones que tuvo con el cáncer de próstata que ya hace un buen tiempo lo acompañaba.

## Programas televisivos
- Así son las Cosas (1994-1997).
- La Silla Caliente (1998).
- La Mañana Caliente (1999).
- Óscar Yanes en la Guataca (2000).
- Lo que Usted No Sabe (2006).

## Obras publicadas
- Carlos J. Bello, el Sabio Olvidado (1946).
- Vida Íntima de Leo (1948).
- Cosas de Caracas (1967-2003) Planeta.
- Cosas del Mundo (1972).
- Por qué yo Maté a Delgado Chalbaud, las Confesiones de Pedro Antonio Díaz (1980).
- Amores de Última Página (1991) Planeta.
- Memorias de Armandito (1992) Planeta.
- Los Años Inolvidables (1992) Planeta.
- Del Trocadero al Pasapoga (1993) Planeta.
- Hoy es Mañana o las Vainas de un Reportero Muerto (1994) Planeta.
- Así Son las Cosas. Colección de Relatos (1996-1999) Planeta.
- ¿Qué opina UD. de la mujer que le quita el marido a otra? (1997)
- Pura Pantalla (2000) Planeta.
- Ternera y Puerta Franca (2003) Planeta.
- Nadie me Quita lo Bailao (2007) Planeta.
- Nadie me Quita lo Bailao II (2009) Planeta.
- Así Son las Cosas. Edición Limitada (2010) Planeta.
- La Verdad Sobre el Asesinato de Delgado Chalbaud (2011) Planeta.

## Política
En el tiempo posterior a la guerra de Vietnam, Óscar Yanes ocupó posiciones del gobierno venezolano. Entre 1974 y 1989 fue diputado del entonces congreso de la República por el partido social cristiano COPEI. Al final de este período, ejerció como presidente de la Comisión Permanente de Medios de Comunicación Social de la Cámara de Diputados De Venezuela.